# Фомин, Аркадий Васильевич
Арка́дий Васи́льевич Фоми́н (род. 2 ноября 1970, Мосолово, Рязанская область) — депутат Государственной Думы пятого созыва, Председатель Рязанской областной Думы с 2010 года. Председатель комиссии Совета законодателей РФ по делам Федерации, региональной политике, местному самоуправлению. Член Генерального совета партии «Единая Россия». Член Президиума регионального политсовета, заместитель Секретаря регионального отделения партии по контролю за реализацией национальных проектов.

## Биография

### Образование
1993 г. — окончил Рязанский сельскохозяйственный институт имени профессора П. А. Костычева по специальности «Экономика и управление в отраслях агропромышленного комплекса».
2007 г. — окончил Российскую академию государственной службы при Президенте Российской Федерации по специальности «Юриспруденция».

### Трудовая деятельность
С 1987 г. — слесарь, затем экономист в совхозе «Шиловский» Рязанской области
С 1993 г. — работа в кредитно-финансовых организациях Рязанской области.
С 2000 г. — начальник Шиловского филиала ОАО «Рязаньнефтепродукт».
С 2002 г. — помощник члена Совета Федерации Федерального Собрания Российской Федерации Михаила Одинцова.
С 2006 г. — заместитель главы администрации Рязани по муниципальной собственности, затем первый заместитель главы администрации города Рязани по социально-экономическому развитию.
С 2007 г. — депутат Государственной Думы Федерального Собрания Российской Федерации V созыва.
С 2008 г. по ноябрь 2010 г. — Секретарь Рязанского регионального отделения партии «Единая Россия».
С 2010 г. — Председатель Рязанской областной Думы V, VI, VII созывов.
Имеет троих детей

## Награды
- Почетная грамота Совета Федерации Федерального Собрания Российской Федерации
- Благодарность Председателя Совета Федерации Федерального Собрания Российской Федерации
- Почетный знак Государственной Думы Федерального Собрания Российской Федерации «За заслуги в развитии парламентаризма»
- Медаль «Совет Федерации. 20 лет»
- Почетная грамота Губернатора Рязанской области
- Почётный знак «За заслуги перед Рязанской областью»
- Памятный знак Губернатора Рязанской области «Благодарность от Земли Рязанской»
- Юбилейный знак «Рязанская областная Дума. 25 лет»